# Redouane Kerrouche
Redouane Kerrouche (Noisy-le-Sec, 26 aprile 1994) è un calciatore francese, di origini algerine, centrocampista del Template:Calcio Le Pays du Valois.

## Carriera
Il 2 luglio 2020 viene acquistato a titolo definitivo dal Dunkerque.

## Statistiche

### Presenze e reti nei club
Statistiche aggiornate al 24 dicembre 2021.
| Stagione                    | Squadra                     | Campionato                  | Campionato | Campionato | Coppe nazionali | Coppe nazionali | Coppe nazionali | Coppe continentali | Coppe continentali | Coppe continentali | Altre coppe | Altre coppe | Altre coppe | Totale | Totale |
| Stagione                    | Squadra                     | Comp                        | Pres       | Reti       | Comp            | Pres            | Reti            | Comp               | Pres               | Reti               | Comp        | Pres        | Reti        | Pres   | Reti   |
| --------------------------- | --------------------------- | --------------------------- | ---------- | ---------- | --------------- | --------------- | --------------- | ------------------ | ------------------ | ------------------ | ----------- | ----------- | ----------- | ------ | ------ |
| 2015-2016                   | Lusitanos Saint-Maur        | CFA2                        | 24         | 1          |                 | -               | -               |                    | -                  | -                  |             | -           | -           | 24     | 1      |
| 2016-2017                   | Lusitanos Saint-Maur        | CFA                         | 26         | 2          |                 | -               | -               |                    | -                  | -                  |             | -           | -           | 26     | 2      |
| Totale Lusitanos Saint-Maur | Totale Lusitanos Saint-Maur | Totale Lusitanos Saint-Maur | 50         | 3          |                 | -               | -               |                    | -                  | -                  |             | -           | -           | 50     | 3      |
| 2017-2018                   | Paris FC                    | L2                          | 33         | 3          | CF              | 1               | 0               |                    | -                  | -                  |             | -           | -           | 34     | 3      |
| lug.-ago. 2018              | Paris FC                    | L2                          | 4          | 0          |                 | -               | -               |                    | -                  | -                  |             | -           | -           | 4      | 0      |
| Totale Paris FC             | Totale Paris FC             | Totale Paris FC             | 37         | 3          |                 | 1               | 0               |                    | -                  | -                  |             | -           | -           | 38     | 3      |
| ago. 2018-2019              | OH Lovanio                  | D2                          | 6          | 1          |                 | -               | -               |                    | -                  | -                  |             | -           | -           | 6      | 1      |
| 2019-gen. 2020              | Desp. Aves                  | PL                          | 0          | 0          |                 | -               | -               |                    | -                  | -                  |             | -           | -           | 0      | 0      |
| gen.-mag. 2020              | Le Puy                      | N                           | 1          | 0          |                 | -               | -               |                    | -                  | -                  |             | -           | -           | 1      | 0      |
| 2020-2021                   | Dunkerque                   | L2                          | 33         | 0          |                 | -               | -               |                    | -                  | -                  |             | -           | -           | 33     | 0      |
| 2021-2022                   | Dunkerque                   | L2                          | 12         | 0          | CF              | 1               | 0               |                    | -                  | -                  |             | -           | -           | 13     | 0      |
| Totale Dunkerque            | Totale Dunkerque            | Totale Dunkerque            | 45         | 0          |                 | 1               | 0               |                    | -                  | -                  |             | -           | -           | 46     | 0      |
| Totale carriera             | Totale carriera             | Totale carriera             | 139        | 7          |                 | 2               | 0               |                    | -                  | -                  |             | -           | -           | 141    | 7      |